# ویلی پرسون منگوم
ویلی پرسون منگوم (به انگلیسی: Willie Person Mangum) سناتور سابق عضو حزب ویگ بود. وی در سال ۱۸۳۱ تا ۱۸۳۳ و ۱۸۳۳ تا ۱۸۳۶ و ۱۸۴۰ تا ۱۸۵۳ میلادی سناتور ایالت کارولینای شمالی در سنای ایالات متحده آمریکا بود.